# Steve Moneghetti
Steve Moneghetti (eigentlich: Stephen James Moneghetti; * 26. September 1962 in Ballarat), ein Nachkomme von Einwanderern aus Monte Carasso, ist ein ehemaliger australischer Langstreckenläufer, der vor allem im Marathonlauf erfolgreich war.
Er nahm von 1988 bis 2000 an vier Olympischen Spielen jeweils im Marathon teil. Gleich bei seiner ersten Teilnahme bei den Olympischen Spielen 1988 in Seoul erzielte er als Fünfter in 2:11:49 h seine beste Platzierung. 1992 in Barcelona erreichte er lediglich den 48. Platz, aber als Siebter 1996 in Atlanta und Zehnter 2000 in Sydney konnte er noch zweimal unter die besten Zehn laufen.
Bei Leichtathletik-Weltmeisterschaften trat er insgesamt fünfmal im Marathonlauf an (1987, 1991, 1995, 1997 und 2000) und erreichte stets einen Platz unter den ersten Dreißig, dreimal davon unter den besten Zehn. Sein bestes Ergebnis erzielte er mit dem Gewinn der Bronzemedaille bei den Weltmeisterschaften 1997 in Athen. Darüber hinaus startete er bei den Leichtathletik-Weltmeisterschaften 1993 in Stuttgart ausnahmsweise im 10.000-Meter-Lauf, schied jedoch in der Vorrunde aus.
Bei Commonwealth Games gewann er drei Medaillen im Marathon. Dabei steigerte er sich von Austragung zu Austragung. 1986 in Edinburgh wurde er noch Dritter, 1990 in Auckland bereits Zweiter, um 1994 in Victoria schließlich den Sieg zu erringen. 1998 in Kuala Lumpur konnte er zudem noch die Bronzemedaille über 10.000 m gewinnen.
Moneghetti war auch bei Stadtmarathons erfolgreich. 1990 gewann er den Berlin-Marathon in der Weltjahresbestzeit von 2:08:16 h, gleichzeitig seine persönliche Bestleistung. 1994 siegte er beim Tokyo International Men’s Marathon in einer Zeit von 2:08:55 h.
Unterhalb der Marathon-Distanz feierte er seinen größten Erfolg als Silbermedaillengewinner bei den Halbmarathon-Weltmeisterschaften 1993 in Brüssel, wo er auch in der Nationenwertung mit seinen Mannschaftskollegen John Andrews und Pat Carrol den zweiten Platz belegte. Außerdem erzielte er 1990 beim Great North Run in South Shields mit 1:00:34 h eine Weltjahresbestleistung im Halbmarathonlauf und gewann zweimal den Tokio-Halbmarathon (1992 und 1993). Darüber hinaus nahm er zwischen 1985 und 2004 an insgesamt zehn Crosslauf-Weltmeisterschaften teil. Seine besten Platzierungen waren 1989 in Stavanger der vierte und 1992 in Boston der sechste Rang.
Er wurde insgesamt viermal australischer Meister: 1987 im 15-km-Straßenlauf, 1988 im 10.000-Meter-Lauf, sowie 1989 und 2003 im Crosslauf.
Steve Moneghetti ist 1,76 m groß und hatte ein Wettkampfgewicht von 60 kg.

## Bestleistungen
- 10.000 m: 27:47,69 min, 4. Juli 1992, Oslo
- Halbmarathon: 1:00:27 h, 26. Januar 1992, Tokio
- Marathon: 2:08:16 h, 30. September 1990, Berlin